# 仙台市立柳生中学校
仙台市立柳生中学校（せんだいしりつ やなぎうちゅうがっこう）は、宮城県仙台市太白区柳生三丁目にある公立中学校。 

## 概要
仙台市太白区の南部にあり、仙台南学区に属している。
1996年（平成8年）に仙台市立中田中学校より分離独立し、仙台市立63番目の中学校として開校。
生徒数は2021年 (令和3年)現在、572人が在籍している。

## 沿革

### 年表
- 1996年（平成8年）
  - 4月1日 - 開校
  - 4月5日 - 開校式
  - 9月2日 - 校歌制定。同日を開校記念日とする。
  - 9月21日 - 校歌披露式
- 1995年 (平成9年)
  - 5月14日 - JRC加盟
- 1996年 (平成10年)
  - 10月21日 - 国際交流会(タイの高校生来校)
- 2006年（平成18年)
  - 3月31日 - 増築工事完了（14教室）・太陽光発電装置設置
- 2009年（平成21年
  - 12月11日 - 平成21年度文部科学省委託事業「電子黒板を活用した教育に関する調査研究」モデル校として電子黒板設置
- 2011年（平成23年)
  - 3月11日 - 東日本大震災の発生により体育館と武道館が避難所となる。
- 2019年(令和元年)
  - 全教室エアコン設置完了

## 学校行事
- 4月
  - 始業式
  - 入学式
  - 対面式
- 5月
  - 生徒総会
  - 1年校外学習(東北方面日帰り)
  - 2年野外活動(東北方面二泊三日)
  - 3年修学旅行(東京方面二泊三日)
- 6月 
  - 仙台市中総体
  - 前期中間考査
- 7月
  - 合唱コンクール
  - 宮城県中総体
- 8月
  - 実力テスト
- 9月
  - 前期期末考査
  - 文化発表会、ふれあいフェスタ(同日開催)
- 10月
  - 仙台市新人戦
- スポーツフェスティバル
- 11月
  - 宮城県新人戦
  - 2年CSW(職場体験)
  - 後期中間考査
- 1月 
  - 実力テスト
  - 2年総合発表会
  - 私立･高専推薦入試
- 2月
  - 学年末考査
  - 私立一般入試
- 3月
  - 公立入試
  - 予餞会
  - 卒業式
  - 修了式
  - 離任式

## 部活動
- 野球部
- 女子ソフトボール部
- サッカー部
- 陸上部
- バスケットボール部
- ソフトテニス部
- バドミントン部
- 女子バレーボール部
- ハンドボール部
- 卓球部
- 剣道部
- 水泳部
- 吹奏楽部
- 合唱部
- ライフアート部
- 科学部
- 放送部

夏場には駅伝部が設置される。
体操部や柔道部は特設という形で存在する。
放送部はNHK全国中学校放送コンテストの全国大会への出場が続いている。

## 学区
当校の通学区域は以下の通り。。
- 仙台市立西中田小学校通学区域
- 仙台市立柳生小学校通学区域

## 所在地
- 宮城県仙台市太白区柳生三丁目7番地の3

## 交通
- JR南仙台駅より徒歩約22分

## 出身者
- 岸孝之 - プロ野球選手・楽天(東北学院大学)
- 本田圭佑 - プロ野球選手・西武(東北学院大学)
- 渡辺雅弘 - 元プロ野球選手

## 地域の歴史
- 柳生地区は、かつては「柳生和紙」で知られた和紙の里で、仙台藩主伊達政宗が米作り以外の産業を奨励する一環として和紙作りが始まった。当校の卒業証書はこの柳生和紙で作られる。